# Sospiro
Sospiro là một đô thị ở tỉnh Cremona, vùng Lombardia của Italia, có vị trí cách khoảng 90 km về phía đông nam của Milan và khoảng 10 km về phía đông nam của Cremona. Tại thời điểm ngày 31 tháng 12 năm 2004, đô thị này có dân số 3.177 người và diện tích là 19,1 km².
Đô thị Sospiro có các frazioni (đơn vị trực thuộc, chủ yếu là các làng) Longardone, S.Salvatore, và Tidolo.
Sospiro giáp các đô thị: Cella Dati, Malagnino, Pieve d'Olmi, Pieve San Giacomo, San Daniele Po, Vescovato.